# منتخب بنما لكرة قدم الصالات
منتخب بنما لكرة قدم الصالات (بالإسبانية: Selección de fútbol sala de Panamá) هو ممثل بنما الرسمي في المنافسات الدولية في كرة الصالات .